# Les Roviretes
Les Roviretes és una masia de Tavèrnoles (Osona) inclosa a l'Inventari del Patrimoni Arquitectònic de Catalunya.

## Descripció
Edifici civil.
Petita masia de planta rectangular (7 x 9 m), coberta a dues vessants i amb el carener paral·lel a la façana, situada a ponent. Es troba assentada damunt un serradet de gresos i voltada de grans roures. La façana presenta un portal rectangular amb espieres a banda i banda i format per grossos carreus color oliva i la llinda de fusta, al primer pis hi ha petites finestretes. A la part nord les obertures són escasses. La part de llevant té un pis menys degut al desnivell del terreny. A l'angle Sud-est sobresurt un cos que correspon a l'antic forn. A migdia s'obre una finestra i espieres.
Els materials constructius són calcàries i gresos unides amb morter de fang i rejuntades amb morter de calç.
L'estat de conservació és bastant bo, tot i trobar-se deshabitada.

## Història
Mas rònec situat dins la parròquia de Tavèrnoles a l'indret conegut per Savassona. No hi ha cap dada històrica ni constructiva que permeti datar la masia.